# محمد عبد الولي
محمد أحمد عبد الولي قاص وروائي يمني شهير ولد في 12 نوفمبر 1939م بمدينة دبرهان الإثيوبية عن أب يمني وأم إثيوبية، وكان والده من المهاجرين الذين انضموا إلى حركة الأحرار اليمنيين.

## سيرته الحياتية
- أمضى طفولته في إثيوبيا، حيث درس في مدرسة الجالية اليمنية بأديس أبابا من ثم عاد من غربته سنة 1946م.
- سافر للدراسة في الأزهر بمصر سنة 1955م، وشارك في تأسيس أول رابطة للطلبة اليمنيين التي انعقد مؤتمرها التأسيسي سنة 1956م.
- طرد مع 24 طالباً من مصر سنة 1959م، بتهمة الانتماء إلى الشيوعية، وسافر بعدها إلى موسكو ودرس في معهد غوركي للآداب الشهير لمدة عامين، من ثم عاد إلى أرض الوطن بعد الثورة في شمال الوطن في سنة 1962م.
- انضم للسلك الدبلوماسي قائماً بأعمال سفارات الجمهورية العربية اليمنية في موسكو وغيرها من البلدان إلى أن تفرغ لافتتاح دار للنشر بتعز.
- سجن بعدها لمدة عام سنة 1968م، وأعيد إلى سجن القلعة مكبلاً بالقيود مرة أخرى سنة 1972م.
- له عدة أعمال طبعت منها مجموعته الأولى سنة 1966م ومجموعته الثانية سنة 1972م. وترجمت بعض أعماله إلى الفرنسية والروسية والألمانية والإنكليزية.
- أشهر روايته «يموتون غرباء» مسلسلة في صحيفة «الشرارة» عام 1971م ومن ثم طبعت في بيروت في دار العودة عام 1973م. وله رواية أخرى هي «صنعاء مدينة مفتوحة»، وقد تعرضت الأخيرة لحملة تكفير عام 2000م.
- مات محترقاً في طائرة عام 1973م.[2]

## الإصدارات
1. صنعاء.. مدينة مفتوحة (رواية) 1977م
2. الأرض يا سلمى (مجموعة قصصية) 1966م
3. شيء اسمه الحنين (مجموعة قصصية) 1972
4. يموتون غرباء (رواية) 1971ط1 و1971ط 2
5. عمنا صالح العمراني (قصص) 1986